# Justinas Januševskij
Justinas Januševskij (26 marzo 1994) è un calciatore lituano, difensore del Panevėžys.

## Carriera

### Club
Il 3 gennaio 2025 ha fato ritorno al Panevėžys.

### Nazionale
Ha giocato nelle nazionali giovanili lituane Under-19 ed Under-21.
Ha esordito in nazionale maggiore nel 2018.

## Palmarès

### Club

#### Competizioni nazionali
- Coppa di Lituania: 2

Panevėžys: 2020
Banga Gargždai: 2024
- Supercoppa di Lituania: 2

Panevėžys: 2021
Sūduva: 2022